# Mogyoróbarna galóca
A mogyoróbarna galóca (Amanita beckeri) a galócafélék családjába tartozó, Európában honos, lomberdőkben élő, ehető gombafaj. 

## Megjelenése
A mogyoróbarna galóca kalapja 3-8 (10) cm széles, fiatalon félgömb alakú, majd domborúan (ritkábban harangszerűen), idősen laposan kiterül. Színe okkerbarna, mogyoróbarna, dohánybarna. Felszíne sima, kissé tapadós, fiatalon kisebb-nagyobb fehér burokmaradványok lehetnek rajta, melyek később barnulnak (de sosem szürkülnek vagy feketednek). Széle a kalap harmadáig erősen, fésűsen bordázott.
Húsa vékony, törékeny, színe fehéres, kissé barnul. Íze és szaga nem jellegzetes. 
Sűrű lemezei szabadon állnak; néhány rövid féllemez is megfigyelhető. Színük fiatalon fehéres-krémszínű, idősen ezüstszürkék, rajtuk gyakran barnás foltokkal. 
Tönkje 10-12 cm magas és 1,2-2 cm vastag. Alakja karcsú, hengeres, fent kissé vékonyodik, töve nem gumós. Színe fehéres, rajta világosbarna kígyómintázattal. Felszíne pelyhes, csúcsán finoman hosszában barázdált. Gallérja nincs. Bocskora fehér, gyengén fejlett, nagyon törékeny, öregen barnul.
Spórapora fehér. Spórája kerek, inamiloid, mérete 9,5-10,5 µm. 

### Hasonló fajok
A sárgásbarna selyemgomba, a párducgalóca, a szürke selyemgomba, a fakó selyemgomba hasonlíthat hozzá.

## Elterjedése és termőhelye
Európában honos, inkább a mediterrán régióban gyakori. Magyarországon ritka.
Meszes talajú lomberdőben él, általában tölgy alatt. Nyártól őszig terem.

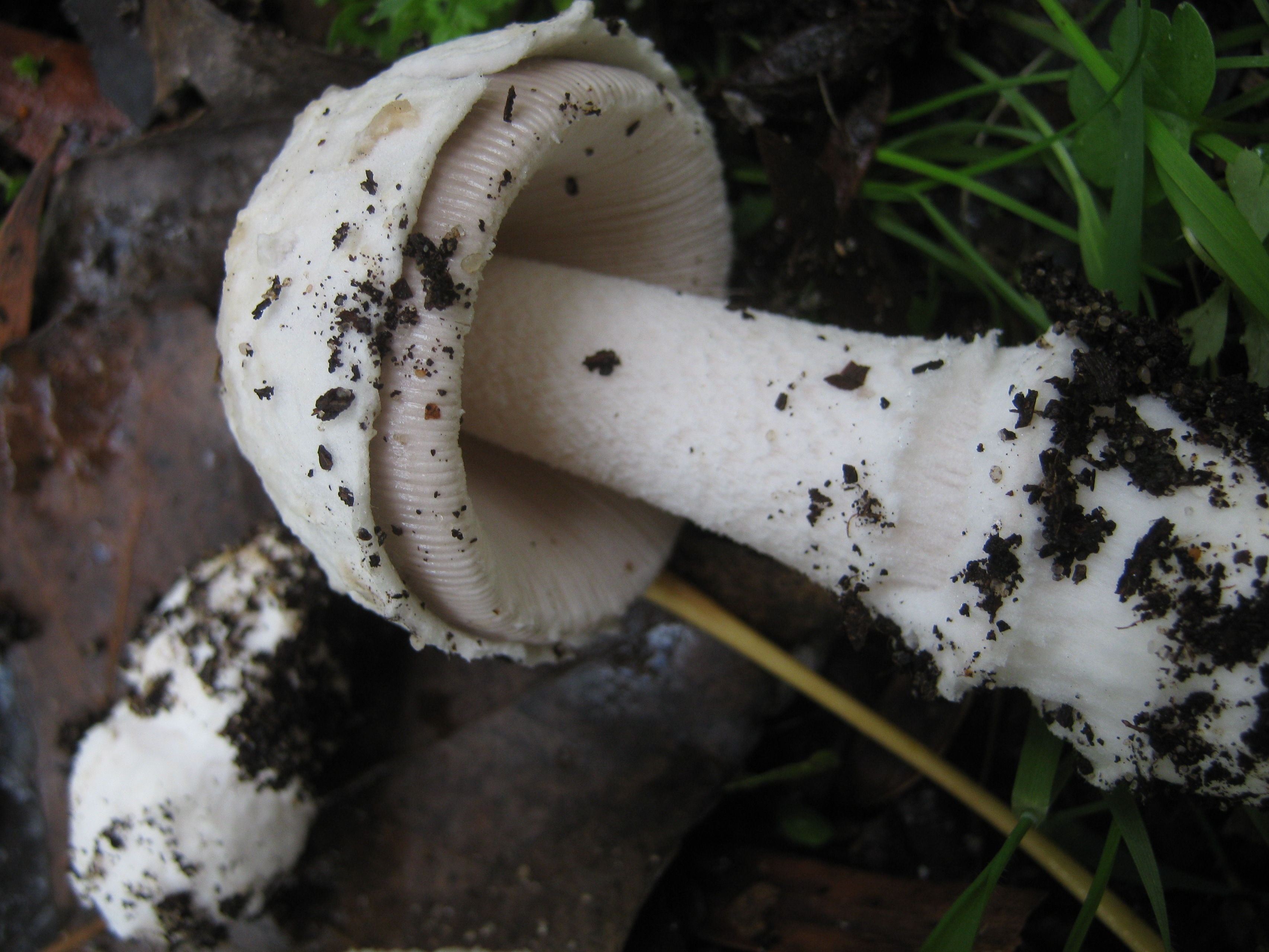

Ehető. 